# Nina Kusturica
 (juin 2024).
Si vous disposez d'ouvrages ou d'articles de référence ou si vous connaissez des sites web de qualité traitant du thème abordé ici, merci de compléter l'article en donnant les références utiles à sa vérifiabilité et en les liant à la section « Notes et références ».
Nina Kusturica, née en 1975 à Mostar, est une réalisatrice, monteuse de films, scénariste et productrice autrichienne originaire de Bosnie-Herzégovine. Elle travaille également comme directrice de théâtre et conférencière.

## Biographie
Nina Kusturica étudie à partir de 1993 la réalisation à l'académie du film de l'académie de musique et des arts du spectacle de Vienne dans la classe du professeur Peter Patzak. Elle est issue d'une famille d'artistes : sa mère Ratka Krstulović-Kusturica est comédienne de théâtre, son père Abid Kusturica est chef d'orchestre. Elle est la nièce de l'actrice croate Zdravka Krstulović.
Le premier long-métrage de Nina Kusturica, Auswege (parlant de trois femmes touchées par les violences domestiques) célèbre sa première internationale en 2004 au festival du film de Berlin et a servi d'ouverture en 2003 à la Diagonale, festival du cinéma autrichien.
En 2009 sort son film documentaire Little Alien (un film sur les réfugiés mineurs non accompagnés aux frontières de l'UE et en Autriche), qui a été projeté dans de nombreux festivals internationaux et a reçu plusieurs prix.
La première internationale de son long-métrage Ciao Chérie, en 2018, a eu lieu au festival international du film de Hof et Kusturica a reçu une nomination pour le Prix du film autrichien, catégorie montage.
En tant qu'enseignante et conférencière, elle organise des séminaires, des ateliers et des conférences en Autriche et à l'étranger dans diverses universités et instituts sur le cinéma, la réalisation et le théâtre.
Nina Kusturica vit avec sa famille à Vienne.

## Filmographie partielle
Réalisation, scénario, montage, production
- 1998 : Ich bin der neue Star, documentaire, 15 min
- 1999 : Wishes, court-métrage, 20 min
- 2000 : Draga Ljiljana – Liebe Ljiliana, documentaire, 31 min
- 2001 : Der Freiheit, court-métrage, 14 min
- 2003 : Auswege, long-métrage, 90 min, scénario de Barbara Albert
- 2004 : 24 Wirklichkeiten in der Sekunde - Michael Haneke im Film, documentaire, 58 min, coréalisé avec Eva Testor
- 2009 : Little Alien, documentaire, 94 min
- 2017 : Ciao Chérie, long-métrage, 87 min

Réalisation, montage
- 1997 : Speak Easy
- 1999 : Lesen macht Tot
- 2002 : Laut und deutlich
- 2005 : Kotsch
- 2007 : Auf dem Strich – Paul Flora im Film
- 2007 : Vienna's Lost Daughters
- 2013 : Schlagerstar